# San Pablo de Tenta
San Pablo de Tenta ist eine Ortschaft und eine Parroquia rural („ländliches Kirchspiel“) im Kanton Saraguro der ecuadorianischen Provinz Loja. Die Parroquia besitzt eine Fläche von 156,8 km². Die Einwohnerzahl lag im Jahr 2010 bei 3676.

## Lage
Die Parroquia San Pablo de Tenta liegt in den westlichen Anden im Süden von Ecuador. Der Río Tenta, ein Zufluss des Río León, linker Quellfluss des Río Jubones, entspringt im Süden der Parroquia und fließt anschließend nach Norden, wobei er die nordwestliche Verwaltungsgrenze bildet. Der Río Paquishapa fließt entlang der nordöstlichen Verwaltungsgrenze nach Norden und triftt auf den Río Tenta. Im Süden und im Südwesten verläuft ein 3300 m hoher Gebirgskamm. Der 2620 m hoch gelegene Hauptort befindet sich 6 km westnordwestlich vom Kantonshauptort Saraguro.
Die Parroquia San Pablo de Tenta grenzt im Osten an die Parroquias San Antonio de Cumbe und Saraguro, im Süden an die Parroquias San Lucas, Santiago und Gualel (alle drei im Kanton Loja), im Südosten an die Provinz El Oro mit der Parroquia Güizhagüiña im Kanton Zaruma sowie im Nordwesten an die Parroquias El Paraíso de Celén, Selva Alegre und Lluzhapa.

## Orte und Siedlungen
In der Parroquia gibt es folgende Comunidades: San Antonio, La Papaya, Gerembuer, Conchabon, Cabecera Parroquial, Jaratenta, Cañicapac, Cochapamba, Llavicocha, Mater, Membrillo, Resbalo, Sauce, Toctepamba, Purdilig, San Isidro, Llaco und Quebrada Honda.

## Geschichte
Am 29. Juni 1864 wurde sowohl die kirchliche als auch die zivilrechtliche Parroquia San Pablo de Tenta gegründet.